# Parti des travailleurs d'Irlande
Pour les articles homonymes, voir Sinn Féin (homonymie).
Le Parti des travailleurs d'Irlande (en anglais : Workers' Party of Ireland, en irlandais : Páirtí na nOibrithe) est un parti politique communiste, de tendance marxiste-léniniste, actif en Irlande et en Irlande du Nord.
Fondé en 1905, le parti a changé de noms à de multiples reprises. Suivant la scission du mouvement républicain irlandais en 1969, le Sinn Féin se divise entre le Provisional Sinn Féin (lié à la Provisional Irish Republican Army) et l'Official Sinn Féin (lié à l'Official Irish Republican Army) au début de l'année 1970. En Irlande du Nord, le parti prend le nom d'Official Republican Clubs. En 1982, l'Official Sinn Féin et les Official Republican Clubs prennent le nom de Workers' Party of Ireland.

## Résultats électoraux

### Élections au Dáil Éireann
| Élection                  | Sièges  | ±      | Position | Voix   | %    | Gouvernement                                                                        |                    |
| ------------------------- | ------- | ------ | -------- | ------ | ---- | ----------------------------------------------------------------------------------- | ------------------ |
| 1973 en tant que SF       | 0 / 144 | Stable | 4ème     | 15 366 | 1.1% | Aucun siège                                                                         | Tomás Mac Giolla   |
| 1977 en tant que SFWP     | 0 / 148 | Stable | 4ème     | 27 209 | 1.7% | Aucun siège                                                                         | Tomás Mac Giolla   |
| 1981 en tant que SFWP     | 1 / 166 | 1      | 5ème     | 29 561 | 1.7% | Opposition (Abstention au vote sur la formation du gouvernement minoritaire FG/Lab) | Tomás Mac Giolla   |
| Fév 1982 en tant que SFWP | 3 / 166 | 2      | 4ème     | 38 088 | 2.3% | Opposition (Supporte le gouvernement minoritaire du FF)                             | Tomás Mac Giolla   |
| Nov 1982                  | 2 / 166 | 1      | 4ème     | 54 888 | 3.3% | Opposition                                                                          | Tomás Mac Giolla   |
| 1987                      | 4 / 166 | 2      | 5ème     | 67 273 | 3.8% | Opposition                                                                          | Tomás Mac Giolla   |
| 1989                      | 7 / 166 | 3      | 4ème     | 82 263 | 5.0% | Opposition                                                                          | Proinsias De Rossa |
| 1992                      | 0 / 166 | 7      | 8ème     | 11 533 | 0.7% | Aucun siège                                                                         | Tomás Mac Giolla   |
| 1997                      | 0 / 166 | Stable | 11ème    | 7808   | 0.4% | Aucun siège                                                                         | Tom French         |
| 2002                      | 0 / 166 | Stable | 9ème     | 4012   | 0.2% | Aucun siège                                                                         | Seán Garland       |
| 2007                      | 0 / 166 | Stable | 9ème     | 3026   | 0.1% | Aucun siège                                                                         | Seán Garland       |
| 2011                      | 0 / 166 | Stable | 10ème    | 3056   | 0.1% | Aucun siège                                                                         | Mick Finnegan      |
| 2016                      | 0 / 158 | Stable | 11ème    | 3242   | 0.2% | Aucun siège                                                                         | Michael Donnelly   |
| 2020                      | 0 / 158 | Stable | 14ème    | 1195   | 0.1% | Aucun siège                                                                         | Michael Donnelly   |

### Élections aux Assemblées d'Irlande du Nord
| Élection | Sièges obtenus | ±      | %    | Voix   |
| -------- | -------------- | ------ | ---- | ------ |
| 1973     | 0 / 90         | Stable | 1.8  | 13 064 |
| 1975     | 0 / 90         | Stable | 2.2  | 14 515 |
| 1982     | 0 / 90         | Stable | 2.7  | 17 216 |
| 1996     | 0 / 90         | Stable | 0.5  | 3530   |
| 1998     | 0 / 90         | Stable | 0.25 | 1989   |
| 2003     | 0 / 90         | Stable | 0.27 | 1881   |
| 2007     | 0 / 90         | Stable | 0.14 | 975    |
| 2011     | 0 / 90         | Stable | 0.17 | 1155   |
| 2016     | 0 / 90         | Stable | 0.23 | 1565   |
| 2017     | 0 / 90         | Stable | 0.16 | 1261   |
| 2022     | 0 / 90         | Stable | 0.10 | 839    |